# Підмаренник сланкий
{{#ifeq:0|0|{{#if:|{{#if:Galiumhumifusum|[[]}}|}}}}
Підмаренник сланкий (Galium humifusum) — вид рослин родини маренові (Rubiaceae), поширений у Східній Європі, Центральній та Західній Азії.

## Опис
Багаторічна трава завдовжки 20–100 см. Квітки пазушні, дрібні, у великій кількості і на численних гілках, жовтувато-білі. Стебла сланкі, як і листки вкриті щетинистими білими волосками.
Стебла 4-кутні в перерізі, іноді трохи дерев'янисті на основі. Листки у кільцях по 6–10, сидячі, розміром (5)10–28(32) × (1)1.5–3(6) мм. Мерикарпи 1–1.5 × 1.5–2 мм, гладкі.

## Поширення
Поширений у сх. Європі, цн. і зх. Азії.
В Україні зростає в степах, на схилах, крейдяних оголеннях, на приморських пісках і солончатих місцях і як бур'ян — у Степу та Криму.